# Highscore Music
Die Highscore Music GmbH (LC 15781) ist ein Verlag des Audio- und Print-Bereichs, der unter anderem bekannte Marken lizenziert und vertreibt. Der Geschäftsführer des Verlags ist Sebastian Pobot, ein in München tätiger Verleger, Produzent und Komponist.

## Geschichte
Im Jahre 2007 wurde erstmals die Highscore Music e. K. gegründet. Sebastian Pobot und Hajo Janssen, beide davor bereits als Komponisten, Produzenten und Verleger tätig gewesen, gründeten das Label als Ergänzung zu Pobots Produktionsfirma und dem Musikverlag Pobot Musikverlag. Hajo Janssen zog sich im Jahre 2009 aus gesundheitlichen Gründen aus dem operativen Geschäft zurück.
Schwerpunkte des Verlags sind Hörspiele, Lizenzthemen und Rechterecherche. So wurden bisher zahlreiche Hörspielklassiker im Original wiederveröffentlicht (zum Beispiel Als die Autos rückwärts fuhren und Professor van Dusen) und Hörspiele bekannter Marken neu produziert (Captain Future und Offenbarung 23). 
Im April 2013 wurde von der e. K. in die Highscore Music GmbH umfirmiert.
2015 kaufte Sebastian Pobot den traditionsreichen Hörspielverlag Maritim und fusionierte diesen mit seinen Hörspiel-Inhalten. Dabei entstand der größte unabhängige Hörspielkatalog. Seitdem wird auch die Hörspiel-Sparte von Highscore Music unter der Marke „Maritim-Verlag“ weitergeführt.

## Programm
Im Hörspielbereich hat sich Highscore Music auf die Neuauflage und Wiederzugänglichmachung älterer Hörspiele und Marken spezialisiert, darunter Titel wie Professor van Dusen, Schubiduu…uh, Detektiv Kolumbus & Sohn, Als die Autos rückwärts fuhren, Scotland Yard, Enid Blytons Geheimnis um… oder auch die Hörspielmusiken von Jan-Friedrich Conrad, Komponist der Titelmelodie der Die drei ??? in den Folgen 50–124. Zur Veröffentlichung von Re-Releases kommt die Produktion neuer Hörspiele bekannter Lizenzthemen hinzu, wie zum Beispiel Batman, Captain Future, Offenbarung 23 und andere.
Der Verlag ist auch im Soundtrack- und Lounge-Bereich aktiv und veröffentlicht Kopplungen diverser berühmter Clubs in Ibiza und weiterer Party-Locations, zum Beispiel der Kristallhütte, dem Macao Café oder dem Coco Beach Club.
Zum Programm gehören auch Filmmusiken zur TV-Reihe Space Night und zu Dokumentationen über Orhan Pamuk, T. C. Boyle sowie Paulo Coelho.

## Vertrieb
Neben der Veröffentlichung eigener Audioproduktionen betreibt das Unternehmen auch den Vertrieb der digitalen Kataloge von Verlagen wie Romantruhe Audio, WinterZeit Studios, Audionarchie, Hystereo sowie von Charly Graul Entertainment.

## Preise und Auszeichnungen
- 2008: Deutscher Hörspielpreis Ohrkanus für Als die Autos rückwärts fuhren als „bestes Re-Release eines Hörspiels“[4]
- 2011: Deutscher Hörspielpreis Ohrkanus für Professor van Dusen als „bestes Re-Release eines Hörspiels“[5]

## Verkaufserfolge
- 2012: Top-3-Platzierungen in den physischen und digitalen Hörbuch-Charts für Captain Future
- 2012: Top-3-Platzierungen für die Serie Offenbarung 23
- 2009: Platz 30 der iTunes-Charts mit der CD Waternight Vol. 1
- 2007: Nummer 1 der englischen Download-Charts mit Watching you von PLUSH
- 2000: Top-3-Chart-Platzierung in den deutschen Single-Charts für Immer wieder von LAURA (in der Schweiz Platz 2, in Österreich Platz 6)